# Cory Joseph
Cory Ephraim Joseph (Toronto, Ontario; 20 de agosto de 1991) es un jugador de baloncesto canadiense que pertenece a la plantilla de los Orlando Magic de la NBA. Con 1,88 metros de estatura, juega en la posición de base. Es el hermano pequeño de Devoe Joseph (1990) y primo hermano de Kris Joseph (1988), también jugadores de baloncesto.

## Trayectoria deportiva

### Universidad
Tras haber disputado en 2010 el prestigioso McDonald's All American Game, donde ganó el concurso de triples, jugó durante una temporada con los Longhorns de la Universidad de Texas en Austin, en la que promedió 10,4 puntos, 3,0 asistencias y 3,6 rebotes por partido. Su mejor partido lo disputó ante North Carolina, en el que consiguió 21 puntos y 4 rebotes.
En mayo de 2011 anunció su intención de dejar la universidad para presentarse al draft de la NBA.

#### Estadísticas
| Año     | Equipo | PJ | PT | MPP  | %TC  | %3P  | %TL  | RPP | APP | ROB | TPP | PPP  |
| ------- | ------ | -- | -- | ---- | ---- | ---- | ---- | --- | --- | --- | --- | ---- |
| 2010–11 | Texas  | 36 | 36 | 32.4 | .422 | .413 | .699 | 3.6 | 3.0 | 1.0 | 0.3 | 10.4 |

### Profesional
Joseph tomó un riesgo y entró en el Draft, recibió fuertes críticas que no estaba listo para la NBA, se proyectaba para principios de segunda ronda. Sin embargo, el 23 de junio de 2011, Joseph fue elegido puesto 29 en el Draft de la NBA de 2011 por San Antonio Spurs.
Durante la temporada 2011-12, los Spurs asignados a José a los Austin Toros de la NBA Development League en tres ocasiones. También fue asignado a los Austin Toros para la temporada 2012-13. El 4 de febrero de 2013, Joseph fue nombrado para el roster de las Estrellas de la NBA D-League All-Star Game de 2013. Sin embargo, debido a una lesión, fue reemplazado por Justin Dentmon.
A finales de febrero de 2013, Tony Parker sufrió una lesión, y Joseph se convirtió en el base titular de los Spurs. En sus primeras cinco partidos promedió 8,8 puntos y 2,6 asistencias con una efectividad de 58,6 por ciento.
El 15 de junio de 2014, Joseph ganó su primer anillo de la NBA después que los Spurs derrotaron a los Miami Heat 4 partidos a 1 en las Finales de la NBA de 2014.
En julio de 2015 decide abandonar los San Antonio Spurs para recalar en los Toronto Raptors de su ciudad natal a cambio de 30 millones de dólares en las cuatro temporadas siguientes.
El 14 de julio de 2017, Joseph fue traspasado a Indiana Pacers a cambio de los derechos del draft de Emir Preldžić.
Tras dos temporadas en Indiana, el 30 de junio de 2019, firmó un contrato de $37 millones y 3 años con los Sacramento Kings.
Durante su segundo año en Sacramento, el 25 de marzo de 2021, es traspasado a Detroit Pistons a cambio de Delon Wright.
El 2 de julio de 2023 firma como agente libre con Golden State Warriors.
El 8 de febrero de 2024 es traspasado a Indiana Pacers, pero fue posteriormente despedido.
En julio de 2024 firma con Orlando Magic.

## Selección nacional

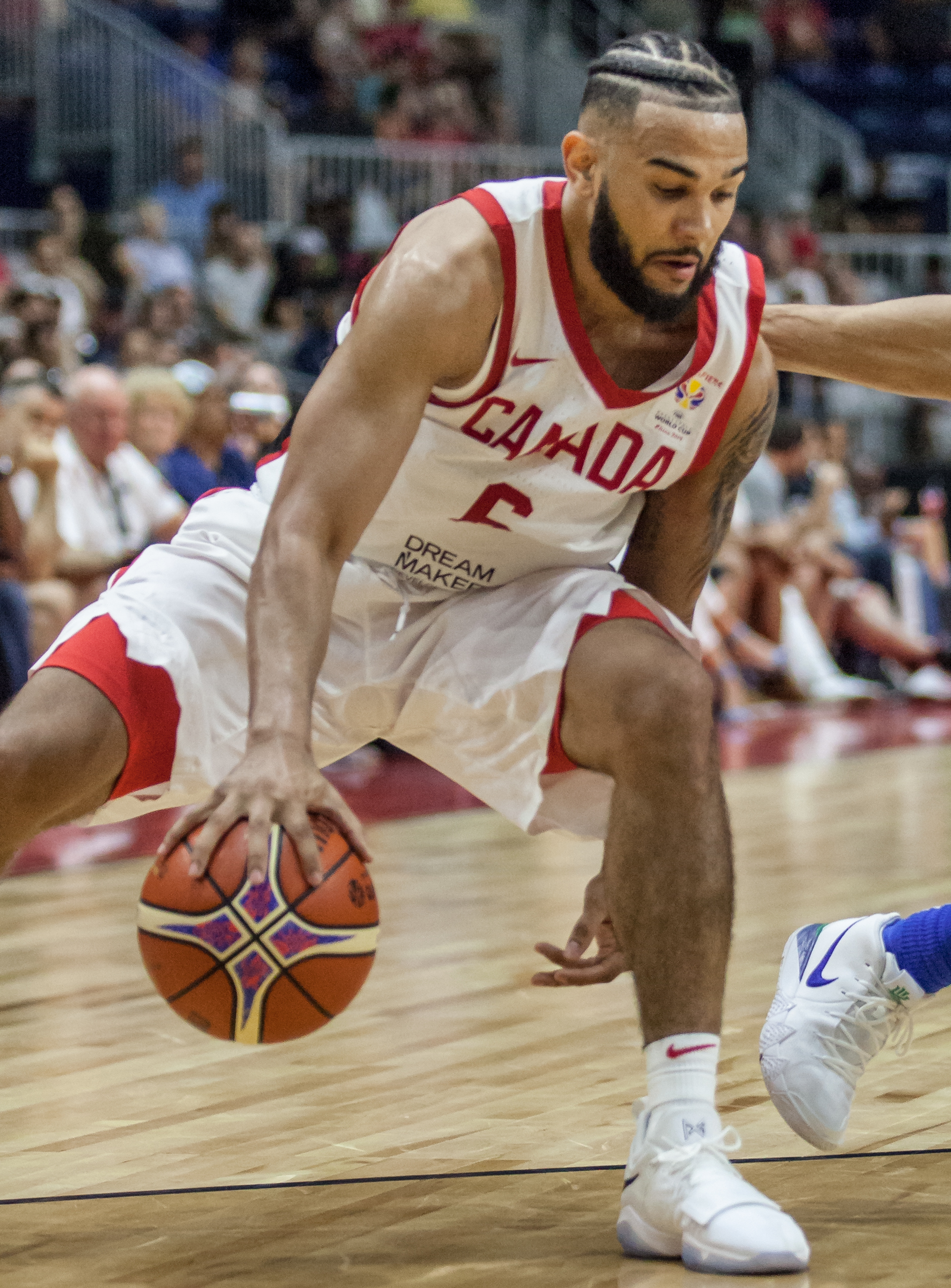
Joseph con la selección de Canadá en 2018.

Joseph representó Canadá en el Campeonato FIBA Américas Sub-18 de 2008, Canadá ganó la medalla de bronce detrás de Argentina y Estados Unidos. Joseph también jugó para Canadá, esta vez en el Campeonato Mundial de Baloncesto Sub-19 de 2009 en Auckland, Nueva Zelanda, junto a su amigo, compañero de equipo de la escuela secundaria y universidad, Tristan Thompson.
Joseph se unió al equipo absoluto de Canadá para el FIBA Américas 2011 durante el training-camp previo al campeonato a principios de agosto. Hizo su debut con el primer equipo en el 2011 ante Bélgica. En su debut anotó 3 puntos y 2 asistencias en 15 minutos de juego en la victoria por 79-74.

## Estadísticas de su carrera en la NBA
|  | Denota temporada en la que ganó un campeonato de la NBA |

### Temporada regular
| Año     | Equipo       | PJ  | PT  | MPP  | %TC  | %3P  | %TL  | RPP | APP | ROB | TPP | PPP  |
| ------- | ------------ | --- | --- | ---- | ---- | ---- | ---- | --- | --- | --- | --- | ---- |
| 2011-12 | San Antonio  | 29  | 1   | 9.2  | .314 | .200 | .647 | .9  | 1.2 | .2  | .1  | 2.0  |
| 2012-13 | San Antonio  | 28  | 9   | 13.9 | .464 | .286 | .857 | 1.9 | 1.9 | .5  | .1  | 4.5  |
| 2013-14 | San Antonio  | 68  | 19  | 13.8 | .475 | .316 | .823 | 1.6 | 1.7 | .5  | .2  | 5.0  |
| 2014-15 | San Antonio  | 79  | 14  | 18.3 | .504 | .364 | .734 | 2.4 | 2.4 | .6  | .2  | 6.8  |
| 2015-16 | Toronto      | 80  | 4   | 25.6 | .439 | .273 | .764 | 2.6 | 3.1 | .8  | .3  | 8.5  |
| 2016-17 | Toronto      | 80  | 22  | 25.0 | .452 | .356 | .770 | 3.0 | 3.3 | .8  | .2  | 9.3  |
| 2017-18 | Indiana      | 82  | 17  | 27.0 | .424 | .353 | .745 | 3.2 | 3.2 | 1.0 | .2  | 7.9  |
| 2018-19 | Indiana      | 82  | 9   | 25.2 | .412 | .322 | .698 | 3.4 | 3.9 | 1.1 | .3  | 6.5  |
| 2019-20 | Sacramento   | 72  | 26  | 24.4 | .415 | .382 | .857 | 2.6 | 3.5 | .7  | .3  | 6.4  |
| 2020-21 | Sacramento   | 44  | 2   | 21.5 | .444 | .330 | .766 | 2.3 | 2.5 | .9  | .2  | 6.5  |
| 2020-21 | Detroit      | 19  | 11  | 26.4 | .506 | .368 | .878 | 3.2 | 5.5 | 1.2 | .5  | 12.0 |
| 2021-22 | Detroit      | 65  | 39  | 24.6 | .445 | .414 | .885 | 2.7 | 3.6 | .6  | .3  | 8.0  |
| 2022-23 | Detroit      | 62  | 2   | 19.8 | .427 | .389 | .792 | 1.7 | 3.5 | .6  | .3  | 6.9  |
| 2023-24 | Golden State | 26  | 0   | 11.4 | .359 | .310 | .571 | 1.2 | 1.6 | .2  | .1  | 2.4  |
| 2024-25 | Orlando      | 50  | 16  | 12.2 | .403 | .364 | .778 | 1.5 | 1.4 | .5  | .1  | 3.5  |
| Total   | Total        | 866 | 191 | 21.7 | .440 | .350 | .786 | 2.4 | 2.9 | .7  | .2  | 6.7  |

### Playoffs
| Año   | Equipo      | PJ | PT | MPP  | %TC  | %3P  | %TL   | RPP | APP | ROB | TPP | PPP |
| ----- | ----------- | -- | -- | ---- | ---- | ---- | ----- | --- | --- | --- | --- | --- |
| 2013  | San Antonio | 20 | 0  | 9.6  | .464 | .182 | .455  | 1.6 | 1.2 | .3  | .1  | 3.0 |
| 2014  | San Antonio | 17 | 0  | 5.1  | .486 | .000 | .778  | .5  | .5  | .2  | .0  | 2.8 |
| 2015  | San Antonio | 4  | 0  | 5.5  | .833 | –    | .500  | .3  | .0  | .0  | .3  | 2.8 |
| 2016  | Toronto     | 20 | 0  | 22.6 | .466 | .333 | .750  | 2.1 | 2.4 | .9  | .1  | 8.5 |
| 2017  | Toronto     | 10 | 2  | 21.2 | .437 | .409 | 1.000 | 2.1 | 3.1 | .4  | .2  | 7.9 |
| 2018  | Indiana     | 7  | 0  | 20.4 | .364 | .273 | 1.000 | 2.4 | 3.0 | 1.3 | .3  | 4.7 |
| 2019  | Indiana     | 4  | 0  | 21.3 | .500 | .444 | 1.000 | 1.8 | 1.0 | 1.0 | .0  | 7.5 |
| 2025  | Orlando     | 5  | 5  | 24.8 | .417 | .313 | -     | 1.8 | 3.0 | 1.0 | .4  | 5.0 |
| Total | Total       | 87 | 7  | 15.1 | .458 | .323 | .759  | 1.6 | 1.7 | .6  | .1  | 5.2 |